# Суперкуп Србије у рагбију тринаест 2022.
Суперкуп Србије у рагбију тринаест 2022. је било осмо издање овог српског, клупског рагби 13 такмичења, организованог од стране рагби 13 федерације Србије. Пехар је освојио београдски Партизан, који је у финалу надиграо Црвену звезду. То је била друга титула за црно-беле тринаестичаре.

## Учесници
- Рагби лига клуб Црвена звезда
- Рагби 13 клуб Партизан

## Финале
Састави екипа
'Црвена звезда'
Стартна постава: Милош Зоговић, Рајко Трифуновић, Миодраг Томић, Петар Милановић, Валентино Миловановић, Војислав Дедић, Александар Ђорђевић, Марко Јанковић, Владислав Дедић, Урош Мартиновић, Никола Ђурић, Марко Шатев, Милош Ћалић. 
Резерве: Вук Штрбац, Александар Штефуљ, Данило Косановић, Игор Веселиновић.
'Партизан'
Стартна постава: Драган Јанковић, Андреј Маринковић, Велибор Карановић, Томица Стојиљковић, Немања Манојловић, Александар Павловић, Бранко Чарапић, Ђорђе Крњета, Ђорђе Стошић, Страхиња Стојиљковић, Енис Бибић, Денис Бибић, Владо Кушић. 
Резерве: Јасмин Бибић, Душан Ћирковић, Анастас Нешић, Урош Илић.
Стрелци
Поени за Црвену звезду – 3 есеја: Марко Јанковић 13 мин, Рајко Трифуновић 19 мин, Петар Милановић 35 мин, Голови: 2/3 Војислав Дедић, 1/1 Милош Зоговић.
Поени за Партизан 1953 – 5 есеја: Ђорђе Стошић 4 и 32 мин, Анастас Нешић 39 мин, Александар Павловић 53 мин, Владо Кушић 66 мин. Голови: 3/5 Александар Павловић.
Картони
Жути картони: Милош Зоговић, Александар Ђорђевић, Денис Бибић.
Анализа финала
Финале Супер Купа Србије између вечитих ривала одиграно је зиме Господње 2022. крајем фебруара, на стадиону ФК Херој Полет у Јајинцима. Главни судија је био Ђорђе Дивић, а помоћне судије су биле Стефан Стаменић и Владан Кикановић. То је била још једна одлична рагби 13 представа наша два најбоља клуба, која је на крају припала Партизану. 
Партизан је повео у четвртом минуту есејем Ђорђа Стошића, али су црвено бели затим преузели иницијативу и на крају дошли до предности, коју су на крају сачували и на полувремену. 
У другом делу утакмице, Партизан је наметнуо висок ритам, који актуелни шампион није могао да испрати, па су црно бели на крају тријумфовали са 26-18. Црно-бели су тако по други пут заредом освојили Супер Куп.
| Црвена звезда | 18 : 26 (18-16) | Партизан |
| ------------- | --------------- | -------- |
|               |                 |          |

| Победник Суперкупа Србије у рагбију 13 за 2022. годину.                  |
| ------------------------------------------------------------------------ |
| Рагби 13 клуб Партизан 2. титула победника Суперкупа Србије у рагбију 13 |